# Bandai Golf: Challenge Pebble Beach
Bandai Golf: Challenge Pebble Beach is een sportspel voor de Nintendo Entertainment System, ontwikkeld door Tose. Het spel werd uitgebracht in 1989 door Bandai en is vernoemd naar Pebble Beach Golf Links, een golfbaan in Californië. Het speelveld wordt van bovenaf weergegeven.

## Ontvangst
| Beoordeeld door | Datum      | Score |
| --------------- | ---------- | ----- |
| Power Play      | maart 1990 | 72%   |
| Game Freaks 365 | 2005       | 50%   |